# Momotus mexicanus
Momotus mexicanus là một loài chim trong họ Momotidae.
Loài này được tìm thấy ở Guatemala và Mexico.